# Canthon ornatus
Canthon ornatus е вид бръмбар от семейство Листороги бръмбари (Scarabaeidae). Видът не е застрашен от изчезване.

## Разпространение
Разпространен е в Аржентина (Ентре Риос, Кордоба, Мисионес и Салта), Боливия, Бразилия (Рио Гранди до Сул) и Уругвай.